# Organismo notificato
Un organismo notificato (in inglese Notified Body o NB) è un organismo di certificazione o laboratorio di prova autorizzato dall'autorità governativa nazionale e notificato alla Commissione Europea, per attuare i compiti legati all'applicazione delle procedure di valutazione della conformità di prodotti e servizi fissate dalle Direttive Europee, per conto degli operatori economici, con competenza, trasparenza, neutralità, indipendenza.

## Intervento degli organismi notificati
Gli organismi notificati intervengono in tutti i settori previsti dalle Direttive Europee di “Nuovo Approccio” dietro autorizzazione specifica delle autorità ministeriale nazionale indicate nella notifica dell'ente, ovvero per singolo prodotto o produzione cioè come organismo notificato di certificazione, di ispezione o anche come laboratorio di prova. Al termine dell'attività l'organismo notificato rilascia il certificato di conformità che attesta la conformità rispetto alle Direttive Comunitarie del prodotto o del processo produttivo o dell'ispezione eseguita.

## Caratteristiche degli organismi notificati
La designazione degli organismi notificati da parte delle autorità governative nazionali avviene sulla base di comuni criteri di competenza tecnica, integrità professionale, indipendenza, affidabilità, capacità organizzativa, rispetto della normativa europea vigente per gli organismi notificati (secondo la norma UNI CEI EN ISO/IEC 17021).
Le caratteristiche degli organismi notificati sono definite dai criteri minimi che devono essere osservati dagli stati membri della Comunità Europea per la notifica degli organismi notificati riportati nell'allegato VII della Direttiva Europea 95/16/CE.

## Gruppo Europeo Organismi Notificati
Nel luglio 2000 è stato costituito il gruppo operativo degli organismi notificati nella denominazione internazionale Notified Body Operations Group (NBOG) per riunire gli Organismi Notificati del settore dispositivi medici ad armonizzare le operatività di questi, anche tramite l'emissione di linee guida che il gruppo NBOG da allora ha emesso a beneficio di tutti gli organismi.